# Jane Tregunno
Jane Tregunno, född den 9 juli 1962 i St. Catharines, Kanada, är en kanadensisk roddare.
Hon tog OS-silver i fyra med styrman i samband med de olympiska roddtävlingarna 1984 i Los Angeles.